# بخش سن مارتین (سانتیاگو دل استرو)
بخش سن مارتین (به اسپانیایی: Departamento San Martín) یک منطقهٔ مسکونی در آرژانتین است که در استان سانتیاگو دل استرو واقع شده‌است. بخش سن مارتین ۲٬۰۹۷ کیلومتر مربع مساحت و ۹٬۸۵۴ نفر جمعیت دارد.